# بیوتیفاید پروجکت
بیوتیفاید پروجکت (به انگلیسی: The Beautified Project)، تنها گروه موسیقی انگلیسی‌زبان ارمنستان می‌باشد. پیش از این گروه و پس از ظهور آن هم گروه‌های دیگری بودند که آهنگ‌های انگلیسی می‌خواندند. اما «بیوتیفاید پراجکت» فقط و فقط به انگلیسی می‌خواند.

## اعضای گروه
آندره سیمونیان، خواننده و گیتاریست گروه، در شهر تبریز به دنیا آمد. به خاطره علاقه‌ای که در بچگی‌اش به گیتار داشت، این ساز را به عنوان ساز درسی خود در مدرسه انتخاب کرد. پس از ختم مدرسه در سال ۱۹۹۷ برای ادامهٔ تحصیل به انگلستان رفت و مدرک تخصص زبان انگلیسی را از دانشگاه کمبریج دریافت کرد. بعد از گذشت ده سال تصمیم گرفت به ارمنستان برگردد و در آنجا بود که با آرمن و آرلن شاوردیان آشنا شد و گروه «زیباشده» اش را سازمان داد.
برادران دوقلوی آرمن و آرلن شاوردیان زادهٔ شهر تهران هستند. این دو از کودکی با موسیقی آشنایی داشتند. پس از اینکه در ایران مدرک دیپلم را گرفتند، برای ادامهٔ تحصیل به ارمنستان رفتند. آرمن در رشتهٔ دندان‌پزشکی و آرلن در رشتهٔ معماری فارغ‌التحصیل شدند ولی هر دو دوباره به موسیقی روی آوردند.

## آلبوم‌ها
نخستین آلبوم رسمی این گروه در سال ۲۰۰۸ تحت عنوان «پشت نقاب شادمانی» (Behind The Happy Mask) منتشر شد. به قول آندره، این نخستین آلبومِ بومی کاملاً انگلیسی در ارمنستان بود که وارد بازار می‌شد و نماهنگ «من و نومیدی‌هایم» (Me and My Despair) از همین آلبوم، اولین نماهنگ از ارمنستان بود که در کانال تلویزیونی Mid-East MTV نمایش داده شد. پس از پخش آن، گروه «بیوتیفاید پراجکت» مورد توجه شبکه‌های تلویزیونی داخلی و خارجی ارمنستان قرار گرفت.
در سال ۲۰۱۰ دمین آلبوم این گروه با نام «فراسوی پروانه»(Beyond The Butterfly) به بازار آمد. که یکی از پرفروش‌ترین آلبوم‌های سال ارمنستان شد و برای دریافت جایزهٔ سال موسیقی ارمنستان نامزد شد. در همین سال از آندره سیمونیان درخواست شد تا برنامهٔ «ستارهٔ پاپ ارمنستان» را برای شبکهٔ «شانت تی وی» تهیه کند، که این از پربیننده‌ترین برنامه‌های تلویزیونی سال ۲۰۱۰ شد.
«بیوتیفاید پراجکت» در لندن یک رشته کنسرت‌های خیریه برگزار می‌کند که نخستین آن روز دهم آوریل در «بوش هال»، در محله شپردزبوش، لندن خواهد بود.